# 马尔切西内
马尔切西内（義大利語：Malcesine），是意大利威尼托大区维罗纳省的一个市镇。总面积68.19平方公里，人口3715人，人口密度54.5人/平方公里（2009年）。国家统计（ISTAT）代码为023045。